# Castillo de Onda

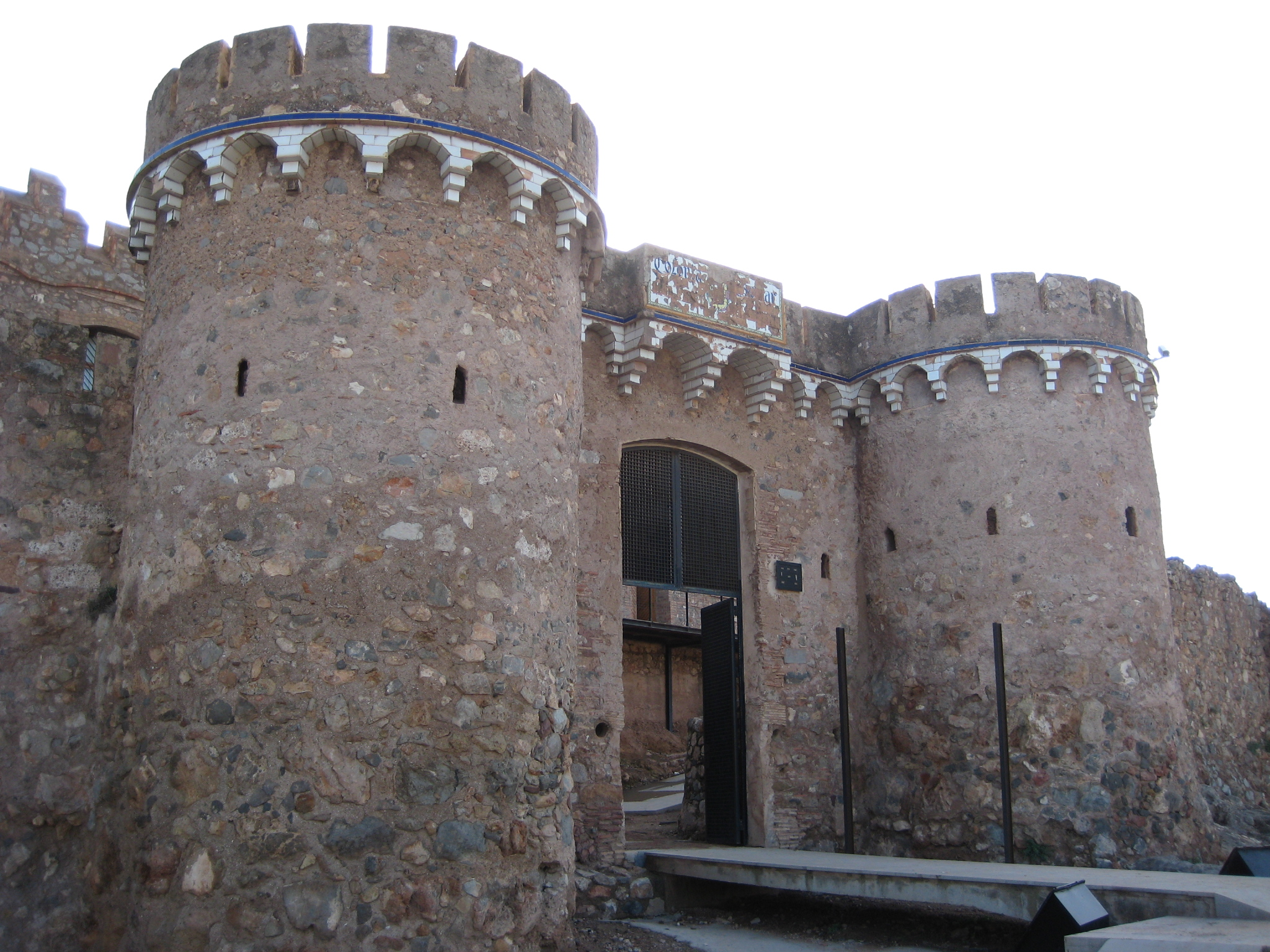
Entrada al castillo.

El castillo de Onda es una fortificación situada en la localidad española de Onda (Castellón). Fue declarado en 1967 Conjunto Histórico-Artístico y Bien de interés cultural. La estructura original fue levantada por los musulmanes en el siglo X sobre un antiguo asentamiento romano. La estructura primitiva aparece sepultada bajo diferentes reconstrucciones llevadas a cabo a lo largo de los siglos. Llegó a ser conocido por su gran tamaño como el "castillo de las 300 torres", pues se decía que tenía tantas torres como días tiene el año. Desde hace unos años se encuentra en proceso de restauración. Actualmente alberga un museo, en el que destaca la exposición de yeserías musulmanas procedente de una casa palaciega de principios de siglo XIII.

## Descripción

### Acceso
Se accede al espacio del Castillo y a la segunda línea de muralla por la entrada flanqueada por dos torres cilíndricas. Esta zona es la que comprende el albacar del Castillo, que aúnaba funciones defensivas con las de protección de la población y ganado en momentos de peligro.
Saliendo del albacar del castillo se llega a la muralla norte de la madina y, desde la Plaza de la Morera, bajando por empinadas cuestas, se accede a la puerta norte de la ciudad: el portal de Sant Pere, datándose su última rehabilitación en 1578, según reza la inscripción existente en el mismo. Traspasando el portal desembocamos en el Camino de Castellón, que a su vez nos lleva a la Safona y al centro de la villa.

### Estructura
La estructura de la fortificación musulmana se encuentra enterrada bajo la actual muralla. En el transcurso de los siglos se han producido diversas actuaciones que han modificado la ordenación primitiva de este espacio. La más significativa fue la realizada durante las Guerras Carlistas del siglo XIX.
Los edificios de la Iglesia y la Escuela, los únicos actualmente en pie, fueron levantados a principios de este siglo por los frailes carmelitas, aprovechando (en el caso de la Escuela), la estructura del aljibe principal del Castillo.
Ascendiendo por el desnivel del albacar llegamos a la puerta de la Alcazaba o celoquia, lugar del puesto de mando (residencia del alcaid en época musulmana, del comendador de Montesa y de los sucesivos gobernadores), defendido por la tercera línea de muralla, y espacio de uso eminentemente militar. A mediados del siglo XII se construyó la torre albarrana denominada "Campanar dels Moros" y la muralla de tapial, reforzando la defensa de la zona norte.

## Historia
El montículo del castillo de Onda, dada su inmejorable situación estratégica entre la llanura de La Plana y la Sierra de Espadán, ha sido lugar de asentamiento desde la prehistoria. Sobre los vestigios de antiguas culturas (ibérica y Cultura de la Antigua Roma|romana), los musulmanes construyeron una primitiva fortaleza en época califal (siglo X). Este primer núcleo fue creciendo con los siglos hasta convertirse en una impresionante ciudad-fortaleza conocida como “castillo de las trescientas torres”.
En 1238, Zayan, último rey moro de Valencia, rindió esta al rey Jaime I el Conquistador. A partir de este momento Onda y su castillo pasaron a manos cristianas. Un año después de la concesión de la Carta Puebla en 1249, el rey cede las rentas del castillo y la villa de Onda a la Orden del Temple.
En 1319 la villa de Onda pasa a manos de la Orden de Montesa. En esta época todavía la fortaleza debió de ser impresionante y su visión dio pie a referirse a la misma, de forma metafórica, como que tenía tantas torres como días tiene el año, de ahí el nombre de “Castillo de las 300 torres”.
Durante la Guerra con Castilla (1357-65) el Castillo fue plaza fuerte, dada su importancia estratégica. También fue utilizado durante la Guerra de las Germanías (1519-24) y, poco después, fue cuartel general del Duque de Segorbe en la represión mudéjar de la Sierra de Espadán (1526). El Castillo también fue ocupado por las tropas napoleónicas, en 1812, y posteriormente, en 1839, durante las Guerras Carlistas, la fortaleza es rehabilitada.
Finalmente, durante la Guerra Civil del 36, el castillo también fue testigo de diversas acciones bélicas.